# Yasmina Azzizi-Kettab
Yasmina Azzizi-Kettab, född 25 februari 1966, är en algerisk friidrottare. Hon deltog vid olympiska sommarspelen 1980, olympiska sommarspelen 1992 och olympiska sommarspelen 2000.